# Oxalylchloride
Oxalylchloride is een organische verbinding met als brutoformule C2O2Cl2. Het kan beschouwd worden als het diacylchloride van oxaalzuur. De zuivere stof komt voor als een kleurloze vloeistof met een indringende geur, die hevig reageert met water en daarbij het giftige waterstofchloride vrijstelt. Commerciële preparaten zijn echter lichtgeel tot donkergeel gekleurd.
Oxalylchloride is een veelgebruikt reagens in de organische synthese.

## Synthese
Oxalylchloride werd voor het eerst bereid in 1892 door de Franse scheikundige Adrien Fauconnier, door de reactie van di-ethyloxalaat met fosforpentachloride. Ook de reactie van oxaalzuur zelf met fosforpentachloride levert oxalylchloride op.
Op industriële schaal wordt oxalylchloride geproduceerd door de fotochemische chlorering van ethyleencarbonaat.

## Toepassingen
Toepassingen van oxalylchloride in de organische synthese omvatten onder andere:
- De synthese van een zuurchloride uit een carbonzuur door middel van een nucleofiele acylsubstitutie, met dimethylformamide als katalysator
- Swern-oxidatie van een alcohol tot een aldehyde
- De bereiding van oxalaatesters door middel van reactie met alcoholen

De vorming van di-esters van oxaalzuur kan plaatsgrijpen door reactie van oxalylchloride met alcoholen en een organische base (doorgaans pyridine). Op deze manier reageert fenol tot difenyloxalaat, dat in glowsticks geoxideerd wordt en een typische fluorescerende gloed uitzendt (chemoluminescentie).
Oxalylchloride kan als bron voor koolstofmonoxide gebruikt worden.

## Toxicologie en veiligheid
Oxalylchloride is corrosief voor de huid en de ogen. De oorzaak hiervan ligt in het feit dat bij contact met het lichaam hydrolyse optreedt en waterstofchloride gevormd wordt. Dit kan leiden tot hevige irritatie, roodheid, jeuk en brandwonden. Inhalatie van de vloeistof of de dampen kan leiden tot kortademigheid, hoesten en verstikking.